# リナチックステイト
リナチックステイト（RinaticState、1996年7月24日 -）は、日本のソロアイドル。山梨県八代町出身。愛称は「りなさーん」。血液型B型。所属レーベルはタワーレコードのアイドル専門レーベル箱レコォズ。所属事務所はクロスアイデア。現在は綺星★フィオレナードを経て、シンデレラ宣言!に所属。

## 概要
単行本「ナカＧの推しメン最強伝説」のキャンペーンガールとして活動をしていたことがきっかけとなり、2014年9月26日に行われた同事務所所属（クロスアイデア）のアイドルユニットじゅじゅが主催するイベント「じゅじゅの宴」にてシークレットゲストとしてプレデビューする。
正式なデビューは2014年9月27日に行われた「アイドル甲子園 in 赤坂BLITZ」になる。

## 略歴
過去、東京でのライブのために、高校の卒業式を途中で抜け出したという逸話を持つ。

## 活動
2013年、ツイキャスにて「りなさーん」という名前で活動開始。その後、東京でアイドルとして活動し、現在ではタイ、台湾でもライブを行っている。

## 作品

### CD

#### シングル
| # | 発売日         | タイトル                 | 品番      | 収録曲                                                                                   | 備考                     |
| - | -------------- | ------------------------ | --------- | ---------------------------------------------------------------------------------------- | ------------------------ |
| 1 |                | 虹色SUNSHOWER            |           | 1. 虹色SUNSHOWER                                                                         | 会場・通販限定CDシングル |
| 2 | 2015年11月29日 | ひとりジャナイヨ         |           | 1. ひとりジャナイヨ                                                                      | Mカード                  |
| 3 | 2016年1月27日  | リナチックステイト       | DAIP-5009 | 1. リナチックステイト 2. リアルリニューアル！                                            | 初の全国流通版CD         |
| 4 | 2016年5月24日  | １・２・３(いちにっさん) | HAKO-0007 | 1. １・２・３ 2. テレパシー 3. １・２・３ DJ Remix 4. １・２・３ inst 5. テレパシー inst | 箱レコォズからリリース   |

## 主なライブイベント
| 日程           | イベントタイトル          | 会場             |
| -------------- | ------------------------- | ---------------- |
| 2015年09月19日 | RINATICSTATE 1st ワンマン | 下北沢シェルター |
| 2016年05月28日 | 2ndワンマンライブ         | 渋谷WOMB         |